# فرط التصبغ
زيادة التصبغ (بالإنجليزية: Hyperpigmentation)‏ هو اغمقاق في مناطق من الجلد أو الأظافر ناتج عن زيادة في الميلانين.

## الأسباب
يمكن لزيادة التصبغ أن تنتج عن حروق الشمس، الالتهابات، أو إصابات الجلد الأخرى بما فيها حب الشباب. تكون الأعراق الآسيوية والهندية و الشرق أوسطية أو الإفريقية أكثر عرضة للإصابة وخاصة عند التعرض الزائد للشمس. ويمكن لزيادة التصبغ أن تكون مترافقة مع العديد من الأمراض:
- مرض أديسون و غيره من الأمراض المؤدية لقصور في الكظر حيث تحدث زيادة في الهرمون الحاث للخلاياالميلانين MSH.
- القوباء الحلقية
- متلازمة كوشينغ المؤدية لزيادة إفراز هرمون قشرة الكظر الهرمون الموجه لقشر الكظر . حيث أن MSH هو المنتج الثانوي ل ACTH.
- الخط الأسود الناشئ على البطن أثناء الحمل.
- التصبغ عند المدخنين.
- نقص فيتامين بي12[2]
- كما يمكن أن يشاهد فرط التصبغ عند معالجة الجلد بالليزر.

## العلاج
العلاج بإحدى المركبات التالية:
hydroquinone, kojic acid, azelaic acid, ascorbic acid, tretinoin (Retinol), topical glucocorticoids, licorice
مع العلم بأن نجاح المعالجة مرتبط بحماية المنطقة المتأثرة من أشعة الشمس.

## مواضيع أخرى
- نقص التصبغ